# Klasztor Franciszkanów w Bytomiu
Klasztor franciszkanów w Bytomiu – dom zakonny franciszkanów, wchodzący w skład prowincji Wniebowzięcia NMP Zakonu Braci Mniejszych w Polsce, na terenie diecezji gliwickiej, w Bytomiu w województwie śląskim. Zakonnicy sprawują opiekę duszpasterską nad Parafią św. Wojciecha.

## Historia
Klasztor wraz z kościołem pod wezwaniem św. Mikołaja został ufundowany w 1257 lub 1258 roku przez księcia Władysława Opolczyka. Pierwotne, drewniane zabudowania przetrwały do początków XV w., kiedy to zastąpiono je obiektem murowanym. Klasztor początkowo wchodził w skład prowincji czesko-polskiej zakonu, która sześciokrotnie organizowała w nim kapituły zakonne. W 1430 został dotknięty najazdem husytów i opustoszał na siedem lat. Objęty ponownie przez obserwantów, gościł w swoich murach św. Jana Kapistrana. Mieszkał w nim także zmarły w opinii świętości zakonnik Aleksy ze Spiszu. W czasie reformacji klasztor ponownie opustoszał. W 1605 powrócili do niego franciszkanie konwentualni. Klasztor związany był w tym czasie z rodziną Henckel von Donnersmarck, która w krypcie kościoła posiadała swoją rodzinną nekropolię. W 1717 wszedł w skład prowincji czeskiej, a w 1754 – śląskiej. W 1810 ostatecznie skasowany przez rząd pruski i sprzedany miejscowej gminie protestanckiej. Na miejscu zburzonego klasztoru zbudowano szkołę. W 1945 kościół przejęli katolicy repatriowani ze wschodu, zmieniając jego wezwanie na św. Wojciecha. W 1954 duszpasterstwo podjęli w nim ponownie franciszkanie z Prowincji Wniebowzięcia NMP Zakonu Braci Mniejszych w Polsce. Na klasztor zaadaptowano przedwojenną plebanię protestancką. Przy klasztorze istnieje parafia.

## Przełożeni
Pierwsi przełożeni klasztoru bytomskiego po II wojnie światowej nie posiadali tytułu gwardiana. Dopiero w 1989 w Bytomiu ustanowiony został gwardianat.
- o. Innocenty Glensk OFM – prezes (1954–1965)
- o. Benedykt Niemiec OFM – prezes (1965–1968)
- o. Bartłomiej Kuźnik OFM – prezes (1968-1974)
- o. Nazariusz Szojda OFM – prezes (1974–1980)
- o. Bazyli Machalica OFM – prezes (1980–1983)
- o. Włodzimierz Szamotulski OFM – prezes (1983–1986)
- o. Gabriel Kiliński OFM – prezes (1986–1989)
- o. Beniamin Opara OFM – gwardian (1989–1995)
- o. Stanisław Grześkowiak OFM – gwardian (1995–2001)
- o. Ksawery Majewski OFM – gwardian (2001–2004)
- o. Gedeon Kuliński OFM – gwardian (2004–2007)
- o. Rafał Kogut OFM – gwardian (2007–2013)
- o. Melchizedek Olejok OFM – gwardian (2013–2022)
- o. Idzi Soroburski OFM – gwardian (od 2022)